# Olney (Teksas)
Olney – miasto w Stanach Zjednoczonych, w stanie Teksas, w hrabstwie Young.